# Sims (warenhuis)

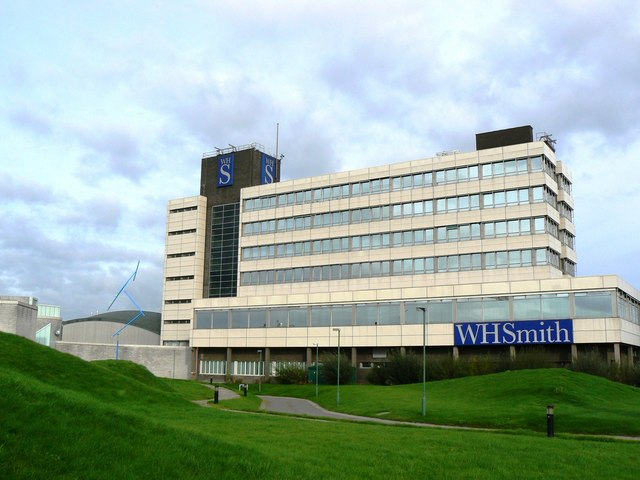
Hoofdkantoor WHSmith in Swindon in 2006

Sims was een Nederlandse keten van middelgrote  warenhuizen. Het was een joint venture van WHSmith uit Swindon nabij Londen en Elsevier elk met 50% inbreng. De eerste winkel werd in oktober 1974 geopend en binnen een jaar waren er zeven vestigingen. De winkels verkochten boeken, tijdschriften, grammofoonplaten, schrijf en papierwaren, speelgoed en andere vrijetijdsartikelen en noemde zich een "speel, lees, luister en schrijfwinkel". Het beeldmerk was een gespiegelde vierkante letter S.

## Geschiedenis
Er waren vestigingen in: 
- Amsterdam (Kalverstraat 4-8, drie etages in voormalig pand fa. Salomon van Embden)
- Arnhem (Vijzelstraat)
- Eindhoven (Demer)
- Enschede (laatste winkel)
- Tilburg
- Utrecht (Clarenburg Hoog Catharijne)
- Zwolle (eerste winkel)

Dit winkeltype, dat met 350 vestigingen in Engeland heel succesvol was gebleken, sloeg echter niet aan bij het Nederlandse publiek, ondanks de hoge verwachtingen van de directie. Het bedrijf leidde een miljoenenverlies en kon de activiteiten in Nederland daarom niet meer verantwoord voortzetten, waardoor het moest worden geliquideerd. Het bedrijf kondigde in mei 1978 aan dat het voornemens was de filialen in Arnhem, Amsterdam (na nog geen 3 jaar) en het hoofdkantoor binnen 2 maanden   te sluiten. Er werd onderzocht of de filialen in Eindhoven, Enschede, Tilburg, Utrecht en Zwolle toch open konden blijven en konden worden geïntegreerd in de eigen organisaties van WHSmith of Elsevier. Dat bleek alleen mogelijk voor het filiaal in Enschede, dat bij Elsevier werd ondergebracht en vooralsnog werd opengehouden, maar geen speelgoed meer verkocht. 
Vanuit Elsevier kwam er een sociaal plan maar door de FNV en CNV werd met de werknemers bij het hoofdkantoor in Arnhem gedemonstreerd met leuzen als "Sims dicht geen gezicht" en "Sims Zwolle laat niet met zich sollen" voor behoud van de werkgelegenheid. Door de directie werd toen toegezegd dat de filialen nog open zouden blijven totdat er voor de werknemers vervangende werkgelegenheid was gevonden. 
Vroom & Dreesman onderzocht de mogelijkheid van overname en nam tijdelijk de huurverplichting van de filialen in Amsterdam, Arnhem, Eindhoven en Utrecht over en stond garant voor de werkgelegenheid. Uiteindelijk werden alleen de voorraden en inventaris overgenomen, maar alleen het boeken en platengedeelte, waarbij een deel van het personeel kon overstappen naar V&D, die in de Vendexhal in de Kalverstraat in Amsterdam tegenover de hoofdvestiging een dependance had waar al boeken en platen werden verkocht. Voor het personeel uit Zwolle bleek overstappen moeilijkheden te geven, aldus de interne begeleidingscommissie. Uiteindelijk zijn alle vestigingen en het hoofdkantoor in juli 1978 gesloten. Voor de meeste werknemers werd vervangend werk gevonden. 
Bij Sims Beheer B.V en Sims en Partners C.V. waren in totaal 208 werknemers in dienst, waarvan 113 in deeltijd.